# Lessertia glabricaulis
Lessertia glabricaulis là một loài thực vật có hoa trong họ Đậu. Loài này được L.Bolus miêu tả khoa học đầu tiên.